# Loperšice
Loperšice este o localitate din comuna Ormož, Slovenia, cu o populație de 172 de locuitori.